# Photinia polycarpa
Photinia polycarpa är en rosväxtart som först beskrevs av Joseph Dalton Hooker, och fick sitt nu gällande namn av N.P. Balakrishnan. Photinia polycarpa ingår i släktet Photinia och familjen rosväxter. Inga underarter finns listade i Catalogue of Life.